# اخو
اخو یا اِکو (به یونانی: Ἠχώ) (به انگلیسی: Echo)، از الهه گان کوه هلیکون.
بسیار پر حرف بود و با پرحرفی خود هرا را سرگرم می‌کرد تا زئوس به عشق بازی‌هایش بپردازد. هرا کاری کرد تا او نتواند حرف بزند و فقط انتهای کلمات دیگران را تکرار کند. عاشق جوان مغروری به نام نارکیسوس شد و چون در این راه ناکام ماند، تحلیل رفت و از او جز صدایش باقی نماند.